# 松前崇広
松前 崇広（まつまえ たかひろ、旧字体：松󠄁前󠄁 崇廣）は、江戸時代後期の大名。蝦夷地松前藩の第12代藩主。のちに老中にもなった。官位は従四位下侍従。

## 生涯
文政12年（1829年）11月15日、第9代藩主・松前章広の6男として福山城にて誕生。幼少期は武術、とくに馬術を得意とし、また藩内外の学識経験者を招聘して蘭学、英語、兵学を学び、さらには西洋事情、西洋の文物に強い関心を抱き、電気機器、写真、理化学に関する器械を使用するなど、西洋通であった。
崇広の甥で第11代藩主・松前昌広が病床にあり、昌広の嫡男・徳広もまだ幼少であったので、嘉永2年（1849年）6月9日、昌広の隠居によりその養子として家督を相続し、第12代藩主となった。崇広は家督相続の挨拶のために、7月江戸に出府し、第12代将軍・徳川家慶に御目見し、従五位下、伊豆守に叙位・任官され、また北方警備強化のため、新たに城を築城するよう命じられ、これにより陣屋住まいから城主とされた。この城は嘉永6年（1853年）に完成し、松前城と呼ばれ、天守閣持ちの伝統的な建築技法を使った城としては江戸時代最後の城となった。
安政元年（1854年）6月、幕府は対露警備強化の観点から箱館奉行を再設置し、安政2年（1855年）2月23日にはそれまで松前藩領だった箱館周辺8ヶ村と全蝦夷地を幕府直轄とした。代地として陸奥国伊達郡梁川、出羽国村山郡東根、出羽尾花沢に合計4万石を与えられ、毎年18,000両を下賜されることになったが、それまでの蝦夷地での交易権を喪失した。このため藩財政は窮乏することになる。また、折しもこの年はニシン漁が不漁であり、その原因を巡って場所請負人と中小漁民が衝突する網切騒動が発生し、松前藩・江戸幕府を巻き込んだ騒動となった。

### 老中就任

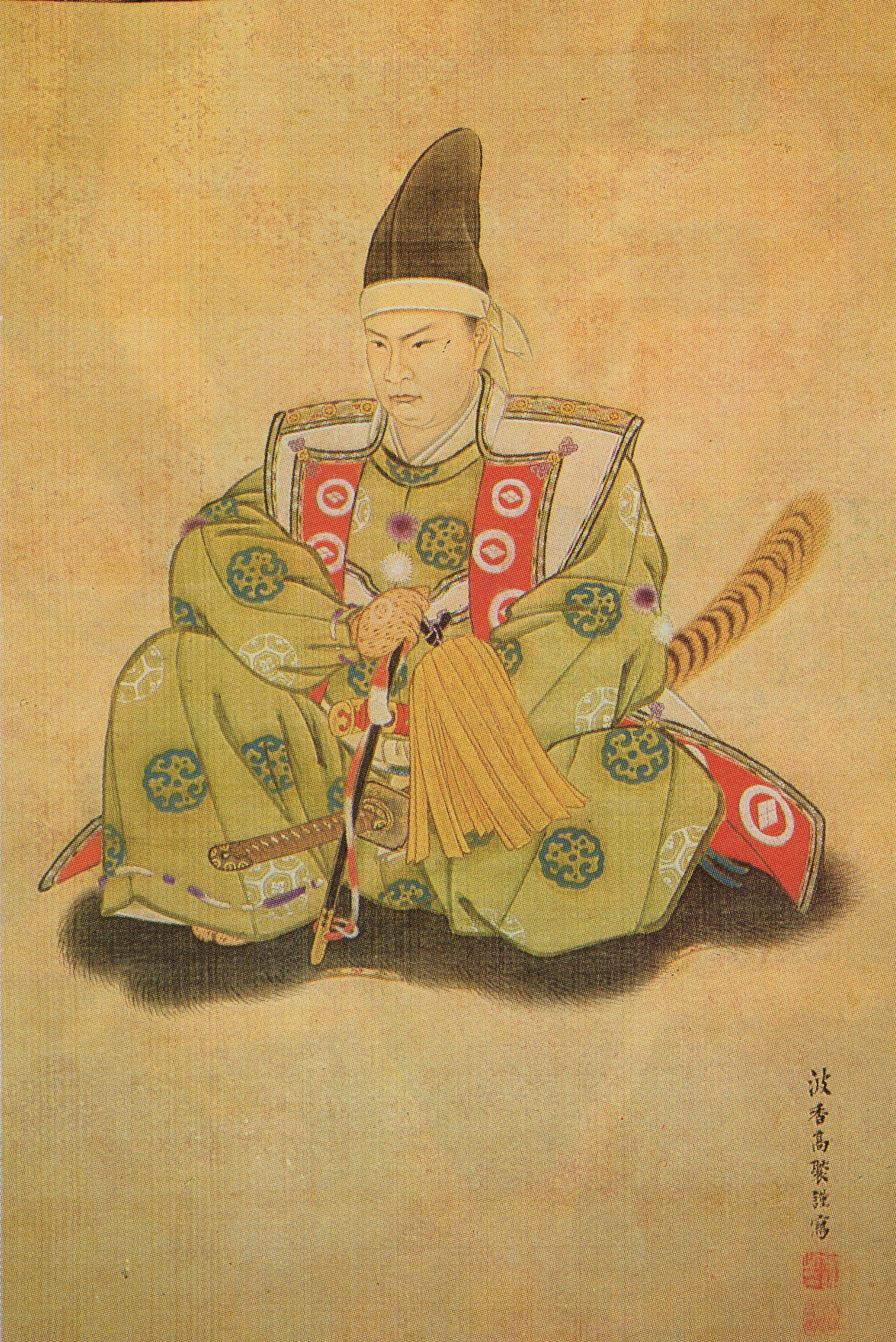
松前崇広の肖像

一方、幕府は西洋通の崇広を文久3年（1863年）4月23日に寺社奉行に起用し、その後、元治元年（1864年）7月7日老中格兼陸海軍総奉行（慶応元年（1865年）9月11日陸海両軍総裁と改称）になり、同年11月10日老中に抜擢した。また同年11月19日、天領となっていた松前西在の乙部より熊石までの8ヵ村の還付を受けた。手当金700両が削減された。慶応元年（1865年）5月には第二次長州征討に家茂の供をして京都、ついで大坂に至り、9月に陸軍兼海軍総裁となった。当時、幕府は英・米・仏・蘭の4ヶ国と兵庫開港、大坂の市場開放を内容とする条約を締結したが、朝廷から勅許が得られず、条約内容が履行されない事態だった。4ヶ国は軍艦を率いて兵庫に進出、兵庫開港を要求した。
この事態を受けて、老中の阿部正外と崇広は独断で兵庫開港を決定した。このため、10月1日に朝廷は正外と崇広に対して官位剥奪、謹慎を命ずる勅命を下した。将軍家茂はやむなく正外・崇広両閣老を免職し、国許謹慎を命じた。
崇広は慶応2年（1866年）1月に松前に帰還したが、同年4月25日、熱病により松前で死去した。享年38。跡を養子の徳広が継いだ。

## 年譜
- 1863年（文久3年）寺社奉行（4月28日 - 8月13日）
- 1864年（元治元年）老中格（7月7日）、老中（11月10日）
- 1865年（慶応元年）老中免職、蟄居（10月1日）

## 官位
- 1849年（嘉永2年） 従五位下、伊豆守（7月）
- 1864年（元治元年） 従四位下（11月）
- 1865年（慶応元年） 侍従（4月）

## 系譜
父母
- 松前章広（実父）
- 笠原紋十郎の姉 ー 側室（実母）
- 松前昌広（養父）

正室
- 維子 ー 相馬益胤の娘

子女
- 武子（長女） ー 喜連川縄氏正室後に戸田忠行正室
- 松前悌之助
- 茂子
- 松前隆広
- 邦子（三女） ー 清水谷公考正室後に高梨某室
- 増子 ー 織田信敏正室後に井伊直安継室
- 鋭子

養子
- 松前徳広 ー 松前昌広の長男

実子松前隆広は明治維新後に男爵となり、その子孫は松前靖広 - 松前宣広 - 松前慶広 (昭和) - 松前賀広と続いている。